# Lac Kaweah
Pour les articles homonymes, voir Kaweah.
Le lac Kaweah est un lac de barrage du comté de Tulare, en Californie, aux États-Unis.

## Géographie
Le bassin versant du lac Kaweah a une superficie de 1 500 km2. Le plan d'eau présente un volume de 228 000 000 m3.